# Jean-François Gillet
Jean-François Gillet (Liège, 1979. május 31. –) belga labdarúgó, a belga labdarúgó-válogatottban 2009-ben, 30 éves korában mutatkozott be.

## Pályafutása

### Standard Liège és Monza
Profi pályafutását a Standard Liège utánpótlásában kezdte, 17 évesen hívták fel az első csapatba. 1996-ban bemutatkozott a belga élvonalban, a következő szezonban még kétszer lépett pályára.
1999 nyarán szerződött az olasz másodosztályú Monzába. Kezdőként 33 meccset játszott.

### Bari és Treviso
Miután augusztusban 4 meccset játszott a Monza színeiben, az átigazolási időszak utolsó napjaiban az élvonalbeli Bari játékosa lett 5 millió líráért.
Első szezonjában 20 meccsen játszott és nagyszerű teljesítményt nyújtott a kapuban, dopping miatt eltiltották. A január 21-i Bari-Reggina meccs után Olaszországban játékosok közt először nandrolone-t mutattak ki szervezetében és négy hónapra eltiltották.
A következő több mint 10 évben 317 élvonalbeli és másodosztályú meccset játszott a Barival, kivéve a 2003–04-es szezont, amikor rövid ideig kölcsönben volt a Trevisónál az edző Marco Tardellivel való nézetkülönbségei miatt
2008. március 13-án szerződését 2011-ig meghosszabbította a Gallettivel.
2007-ben Antonio Conte lett az új edző, Gillet tökéletesen beleillett a taktikájába, hiszen a belga söprögetőként is helytállt. A csapat hát év után jutott vissza az élvonalba.
A 2009–10-es szezonban ismét megmutatta, helye van a legmagasabb szinten, az Andrea Ranocchia-Leonardo Bonucci védőpárossal az első 12 fordulóban mindössze 7 gólt kaptak, Európában a legkevesebbet.
2010. március 18-án 2014-ig hosszabbított csapatával, a 2010. szeptember 12-én játszott Napoli-Bari meccsen ő lett a pugliesi legtöbb meccsen játszó játékosa 319 meccsel, megelőzve a Bari-legenda Giovanni Losetót. Ezért Bari polgármestere, Michele Emiliano jelképesen átadta a kapusnak a város kulcsait. A szezonban Gillet kivédte Francesco Totti (AS Roma) és Robert Acquafresca (Cagliari) büntetőjét. A szezon végén ismét kiestek az Serie B-be.

### Bologna
2011-ben, a Bari Serie B-be kiesése után, Gillet elmondta, karrierjét a Serie A-ban szeretné befejezni ls 1,4 millió euróért a Bolognába igazolt. Búcsú-sajtótájékoztatóján könnyes szemmel búcsúzott fogadott városától, Baritól és a szurkolóktól. Első bolognai szezonjában megmutatta képességeit, gyorsan híveket szerzett magának. 29 bajnokin védett, a 2011–12-es szezonban a Bologna 9. lett, az évtized legjobb Serie A-szereplését produkálva.

### Torino
Sikeres bolognai éve után 2012. július 5-én három évre aláírt az újonc Torinóhoz. A granatában ismét együtt dolgozhatott korábbi bari edzőjével, Gian Piero Venturával.
A Serie A-ban augusztus 26-án mutatkozott be a Siena ellen, a meccsen nem született gól. A 2012–13-as szezonban 37 meccsen szerepelt.
2013. június 6-án a Bari bundabotrányának utószeleként három évre és 7 hónapra eltiltották a Treviso elleni (2008. május 11) és a Salernitana-Bari (2009. május 23.) meccsek manipulálása miatt.

## Válogatottban
2009. augusztus 30-án, 30 évesen, a Bari Inter Milan elleni meccsén nyújtott jó teljesítménye után behívót kapott a belga labdarúgó-válogatott Spanyolország és Örményország elleni világbajnoki selejtezőire.
2009. szeptember 5-én debütált Spanyolországban, kivédte David Villa büntetőjét, mielőtt 5 gólt kapott. A következő meccsen kettőt kapott, Örményországnak csak 1-et tudtak lőni. November 14-én nem kapott gólt Magyarország ellen, majd pár nap múlva Katar sem tudott neki betalálni.

## Szerepe a bundabotrányban
2013. július 16-án 43 hónapra eltiltották a labdarúgástól, mert bari időszakában érintett volt a bundabotrányban. A fellebbezés után 13 hónapra csökkentették, így 2014 augusztusában térhetett vissza.

## Statisztikák

### Klubcsapatban
| Szezon                  | Csapat                  | Bajnokság               | Bajnokság | Bajnokság | Kupa   | Kupa  | Kupa | Európa | Európa | Európa | Egyéb  | Egyéb | Egyéb | Összesen | Összesen |
| Szezon                  | Csapat                  | Kiírás                  | Meccs     | Gól       | Kiírás | Meccs | Gól  | Kiírás | Meccs  | Gól    | Kiírás | Meccs | Gól   | Meccs    | Gól      |
| ----------------------- | ----------------------- | ----------------------- | --------- | --------- | ------ | ----- | ---- | ------ | ------ | ------ | ------ | ----- | ----- | -------- | -------- |
| 1996–97                 | Standard Liège          | D1                      | 1         | -0        | CB     | 0     | -0   | -      | -      | -      | -      | -     | -     | 1        | -0       |
| 1997–98                 | Standard Liège          | D1                      | 2         | -2        | CB     | 0     | -0   | -      | -      | -      | -      | -     | -     | 5        | -6       |
| 1998–99                 | Standard Liège          | D1                      | 4         | -5        | CB     | 0     | -0   | -      | -      | -      | -      | -     | -     | 5        | -6       |
| Standard Liège összesen | Standard Liège összesen | Standard Liège összesen | 3         | -2        |        | 0     | -0   |        | -      | -      |        | -     | -     | 3        | -2       |
| 1999–00                 | Monza                   | B                       | 33        | -40       | CI     | 2     | -3   | -      | -      | -      | -      | -     | -     | 35       | -43      |
| 2000                    | Monza                   | B                       | 4         | -5        | CI     | 1     | -1   | -      | -      | -      | -      | -     | -     | 5        | -6       |
| Monza összesen          | Monza összesen          | Monza összesen          | 37        | -45       |        | 3     | -4   |        | -      | -      |        | -     | -     | 40       | -49      |
| 2000–01                 | Bari                    | A                       | 20        | -35       | CI     | -     | -    | -      | -      | -      | -      | -     | -     | 20       | -35      |
| 2001–02                 | Bari                    | B                       | 33        | -43       | CI     | 0     | -0   | -      | -      | -      | -      | -     | -     | 33       | -43      |
| 2002–03                 | Bari                    | B                       | 23        | -24       | CI     | 2     | -0   | -      | -      | -      | -      | -     | -     | 25       | -24      |
| 2003–04                 | Treviso                 | B                       | 44        | -48       | CI     | 0     | -0   | -      | -      | -      | -      | -     | -     | 44       | -48      |
| 2004–05                 | Bari                    | B                       | 41        | -33       | CI     | 2     | -3   | -      | -      | -      | -      | -     | -     | 43       | -36      |
| 2005–06                 | Bari                    | B                       | 41        | -46       | CI     | 2     | -2   | -      | -      | -      | -      | -     | -     | 43       | -48      |
| 2006–07                 | Bari                    | B                       | 42        | -46       | CI     | 1     | -1   | -      | -      | -      | -      | -     | -     | 43       | -47      |
| 2007–08                 | Bari                    | B                       | 40        | -52       | CI     | 1     | -0   | -      | -      | -      | -      | -     | -     | 41       | -52      |
| 2008–09                 | Bari                    | B                       | 40        | -30       | CI     | 2     | -1   | -      | -      | -      | -      | -     | -     | 42       | -31      |
| 2009–10                 | Bari                    | A                       | 37        | -46       | CI     | 1     | -1   | -      | -      | -      | -      | -     | -     | 38       | -47      |
| 2010–11                 | Bari                    | A                       | 36        | -53       | CI     | 0     | -0   | -      | -      | -      | -      | -     | -     | 36       | -53      |
| Bari összesen           | Bari összesen           | Bari összesen           | 353       | -408      |        | 11    | -8   |        | -      | -      |        | -     | -     | 364      | -416     |
| 2011–12                 | Bologna                 | A                       | 29        | -32       | CI     | 1     | -1   | -      | -      | -      | -      | -     | -     | 30       | -33      |
| 2012–13                 | Torino                  | A                       | 37        | -53       | CI     | 1     | -2   | -      | -      | -      | -      | -     | -     | 38       | -55      |
| 2013–14                 | Torino                  | A                       | -         | -         | CI     | -     | -    | -      | -      | -      | -      | -     | -     | -        | -        |
| 2014–15                 | Torino                  | A                       | 2         | -3        | CI     | -     | -    | UEL    | 2      | -0     | -      | -     | -     | 4        | -3       |
| Torino összesen         | Torino összesen         | Torino összesen         | 39        | -55       |        | 1     | -2   |        | -      | -      |        | -     | -     | 40       | -57      |
| Összesen                | Összesen                | Összesen                | 505       | -591      |        | 16    | -15  |        | -      | -      |        | -     | -     | 521      | -606     |

## Sikerei, díjai

### Klubcsapatban
- Serie B (1):

Bari: 2008-09

## Fordítás
Ez a szócikk részben vagy egészben  a   Jean-François Gillet című angol Wikipédia-szócikk ezen változatának fordításán alapul.  Az eredeti cikk szerkesztőit annak laptörténete sorolja fel. Ez a jelzés csupán a megfogalmazás eredetét és a szerzői jogokat jelzi, nem szolgál a cikkben szereplő információk forrásmegjelöléseként.